# Aprixokogia kelloggi
Aprixokogia kelloggi — викопний вид зубатих китів сучасної родини когієвих (Kogiidae), що існував у пліоцені 5,3-3,6 млн років тому. Голотип USNM 187015 знайдений у відкладеннях пісковику у пластах формації Йорктаун у штаті Північна Кароліна, США у 2008 році. Скам'янілості складаються із добре збереженого, майже повного черепа.